# Cơ quan Tình báo Liên ngành
Cơ quan Tình báo Liên ngành (Inter-Services Intelligence, ISI) (tiếng Urdu: بین الخدماتی سراغرسانی) là cơ quan tình báo hàng đầu của Pakistan, chịu trách nhiệm hoạt động trong việc thu thập, xử lý và phân tích thông tin liên quan đến an ninh quốc gia từ khắp nơi trên thế giới. Là một trong những thành viên chính của cộng đồng tình báo Pakistan, ISI báo cáo với Tổng giám đốc và chủ yếu tập trung vào việc cung cấp thông tin tình báo cho chính phủ Pakistan.
ISI bao gồm chủ yếu phục vụ các sĩ quan quân đội được biệt phái từ ba nhánh phục vụ của Lực lượng vũ trang Pakistan (Lục quân, Hải quân và Không quân), do đó có tên là "Liên ngành". Tuy nhiên, cơ quan này có tuyển dụng nhiều thường dân. Kể từ năm 1971, ISI được một tướng ba sao đang phục vụ của Quân đội Pakistan chính thức lãnh đạo. Lãnh đạo này được Thủ tướng bổ nhiệm theo đề nghị của Tổng Tham mưu trưởng Lục quân, người đã đề xuất ba sĩ quan cho vị trí này. Tính đến  năm 2021, ISI hiện do Trung tướng Faiz Hameed đứng đầu, được bổ nhiệm làm Tổng giám đốc vào ngày 17 Tháng 6 năm 2019. Tổng giám đốc ISI báo cáo trực tiếp cho cả Thủ tướng và Tổng tư lệnh quân đội.
Cơ quan này đã có được sự công nhận và nổi tiếng trên toàn cầu vào những năm 1980, khi hỗ trợ các mujahideen của Afghanistan chống lại Liên Xô trong Chiến tranh Liên Xô-Afghanistan tại Cộng hòa Dân chủ Afghanistan trước đó. Trong cuộc chiến này, ISI đã phối hợp chặt chẽ với Cơ quan Tình báo Trung ương Hoa Kỳ và Cơ quan Tình báo Bí mật của Vương quốc Anh để điều hành Chiến dịch Cyclone — một chương trình đào tạo và tài trợ cho mujahideen với sự hỗ trợ từ Trung Quốc, Israel, Ả Rập Xê Út và các quốc gia Hồi giáo khác.
Sau khi Liên Xô tan rã vào năm 1991, ISI với sự tài trợ của Ả Rập Xê Út đã cung cấp hỗ trợ chiến lược và thông tin tình báo cho Taliban Afghanistan chống lại Liên minh phương Bắc trong Nội chiến Afghanistan những năm 1990.